# Simon Poncin
Simon Henri Ghislain Poncin (Poulseur, 11 juni 1916 - 26 juli 1992) was een Belgisch senator.

## Levensloop
Poncin was architect van beroep. Hij werd in 1958 gemeenteraadslid van Aarlen.
In 1961 werd hij PSB-provinciaal senator voor de provincie Luxemburg en vervulde dit mandaat tot in 1965. In 1964 leidde hij een dissidente socialistische groep in de gemeenteraad van Aarlen.